# Pfarrkirche Öblarn

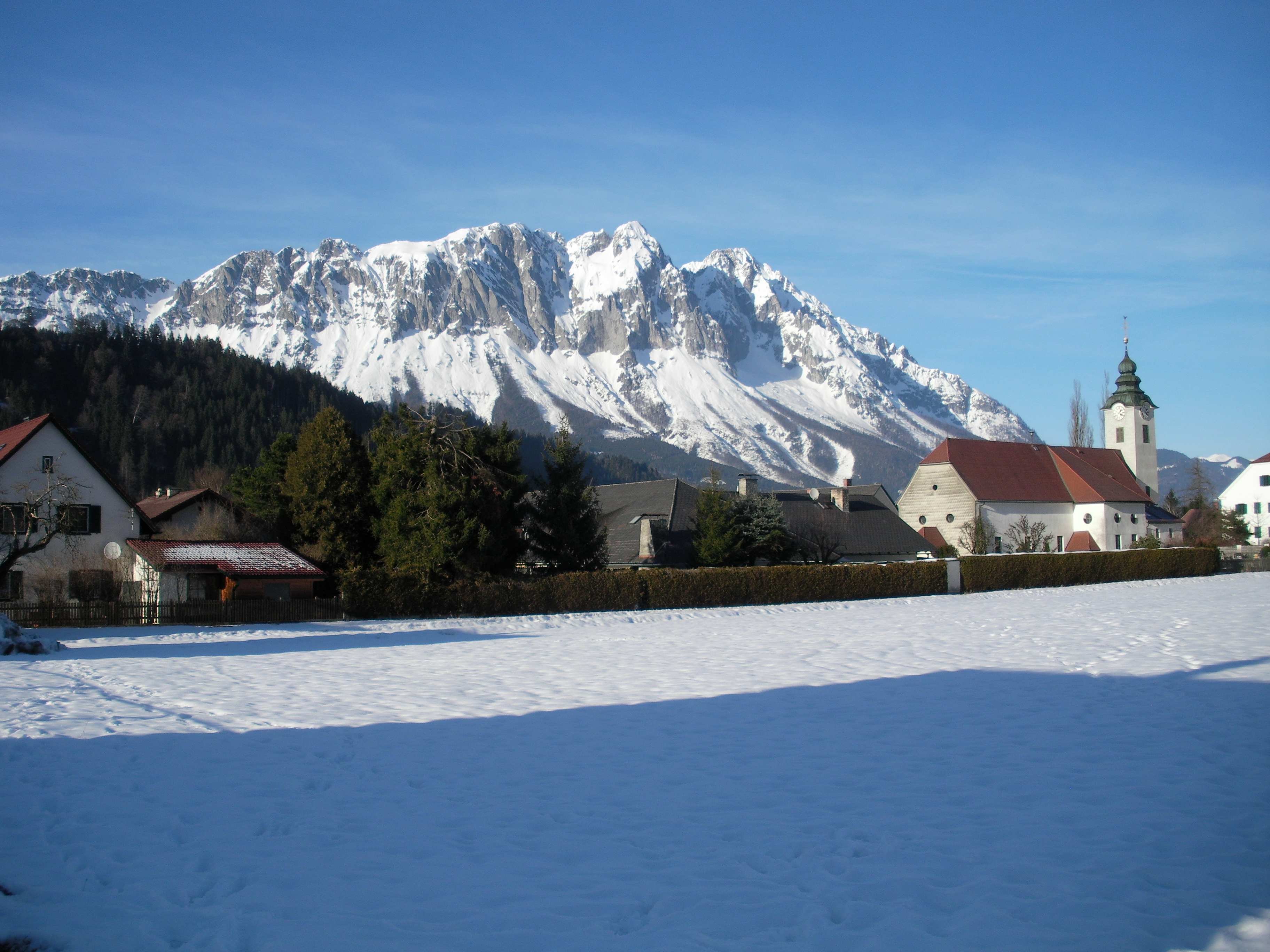
Katholische Pfarrkirche hl. Andreas in Öblarn

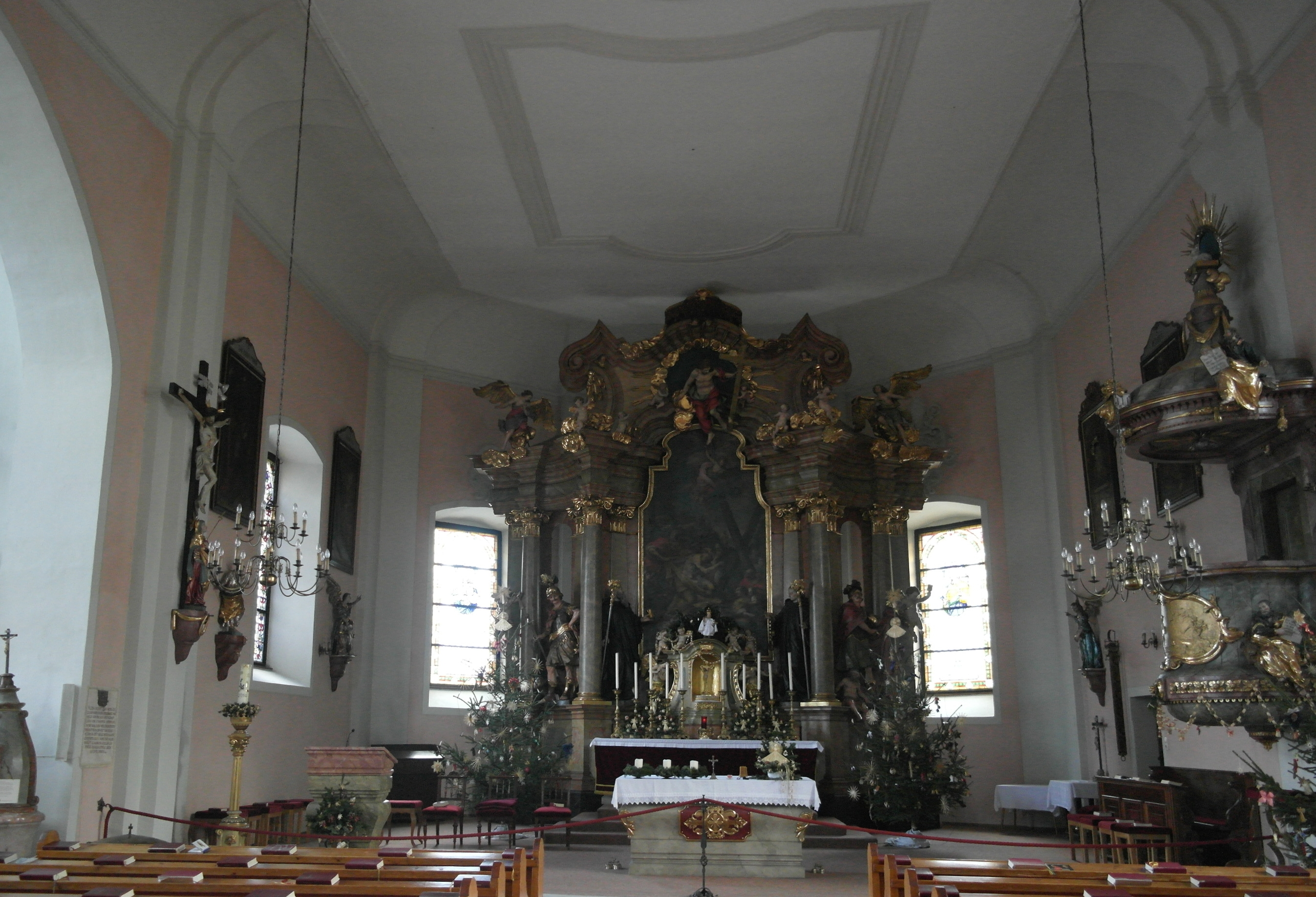
Langhaus, Blick zum Chor

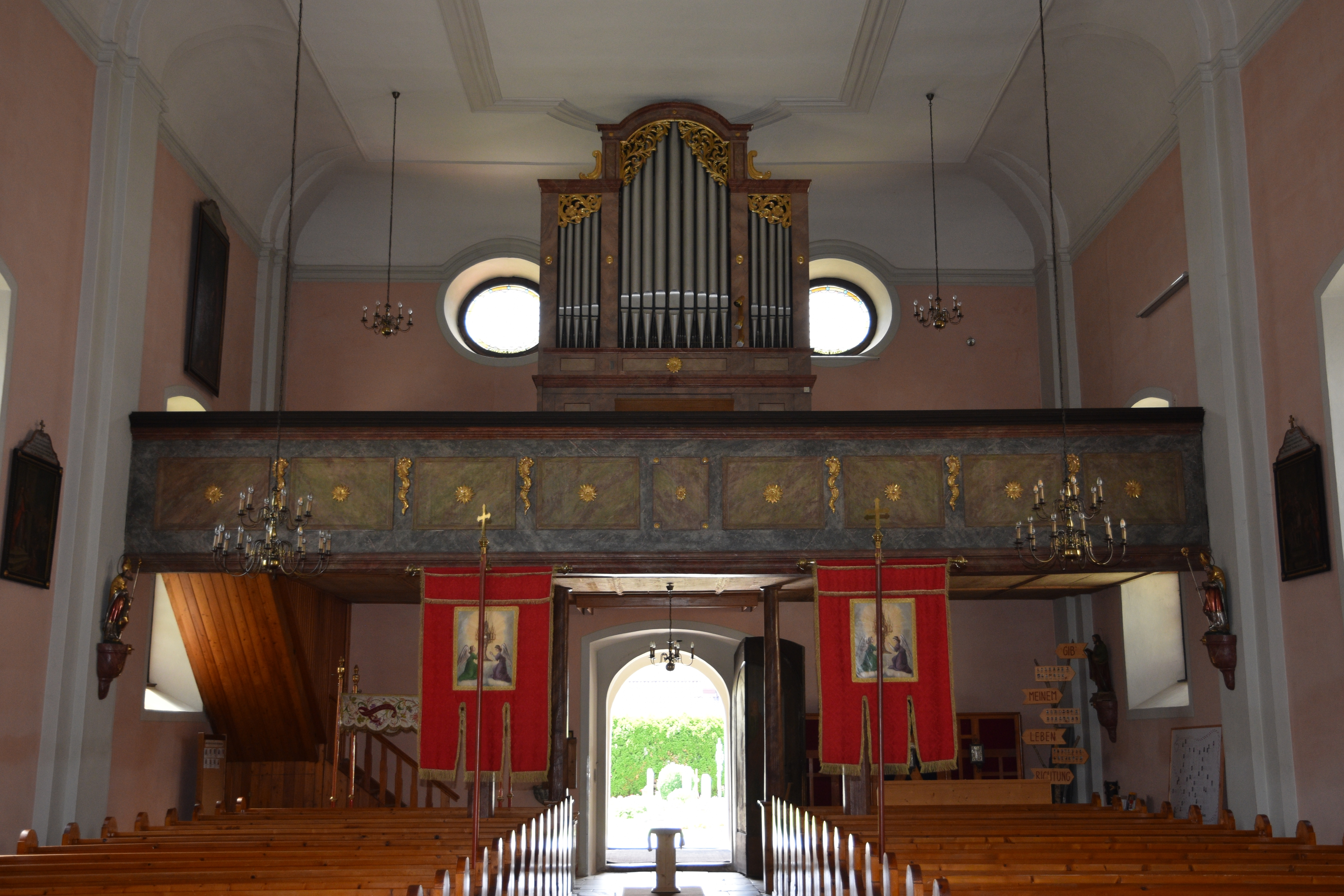
Langhaus, Blick zur Empore

Die römisch-katholische Pfarrkirche Öblarn steht in der Ortschaft der Marktgemeinde Öblarn im Bezirk Liezen in der Steiermark. Die dem Patrozinium des heiligen Andreas unterstellte Pfarrkirche gehört zur Region Ennstal und Ausseerland (Dekanat Oberes Ennstal – Steirisches Salzkammergut) in der Diözese Graz-Seckau. Die Kirche steht unter Denkmalschutz (Listeneintrag).

## Geschichte
Die Filialkirche der Pfarrkirche Gröbming wurde 1786 zur Pfarrkirche erhoben. Die Kirche ist dem Stift Admont inkorporiert.
Der erste Kirchenbau wurde unter Abt Andreas von Stettheim (1423–1466) errichtet. Von 1727 bis 1729 erfolgte großteils ein Neubau der Kirche. 1968/1969 war eine Restaurierung.

## Architektur
Der langgestreckte sechsjochige Kirchenraum endet mit einem Fünfachtelschluss, das Spiegelgewölbe ruht auf gestuften Wandpfeilern, welche in der Gewölbekehle auslaufen. Im Chorschluss befindet sich ein Stuckwappen Admont und Abt Anton von Mainersberg (1718–1751). Es gibt auf beiden Seiten je eine über zwei Joche gehende Seitenkapelle, was einen kreuzförmigen Grundriss ergibt. Die hölzerne Westempore auf vier Holzpfeilern entstand im Ende des 18. Jahrhunderts.
Der am Chorschluss angebaute Turm trägt eine barocke Haube mit gedrückten Zwiebeln.

## Einrichtung
Der Säulenhochaltar von 1755 zeigt das Altarblatt Martyrium des hl. Andreas von Josef Ferdinand Fromiller 1754 und trägt die Statuen der Heiligen Georg, Benedikt, Leonhard und Martin von Josef Thaddäus Stammel.
In den Seitenkapelle befindet sich ein Marienaltar mit den Statuen der Heiligen Barbara und Katharina, ein Floriani-Altar mit den Heiligen Rupert und Virgil und einem Bild mit der Ansicht von Öblarn. Beide Seitenaltäre schuf Johann Fortschegger 1800 aus Mitterndorf, er schuf auch 1802 die Kanzel mit dem Relief Sämann und die Vier Evangelisten, gefasst vom Maler Johann Pirker 1803 aus Liezen.